# 哈拉尔德·海因
哈拉尔德·海因（德語：Harald Hein，1950年4月19日—2008年5月20日），联邦德国男子击剑运动员。他曾获得1976年夏季奥运会男子花剑团体金牌和1984年夏季奥运会男子花剑团体银牌，他也参加了1972年夏季奥运会。